# Scaptodrosophila metanthia
Scaptodrosophila metanthia är en tvåvingeart som först beskrevs av Gupta 1990.  Scaptodrosophila metanthia ingår i släktet Scaptodrosophila och familjen daggflugor. Inga underarter finns listade i Catalogue of Life.